# Subaru távcső
A Subaru távcső (japánul すばる望遠鏡, a Fiastyúk japán neve után) Japán legnagyobb csillagászati távcsöve, mely Hawaiion, a Mauna Kea vulkán tetején található . A 8,2 méter átmérőjű azimutális szerelésű Ritchey–Chrétien-távcső építését 1991 áprilisában kezdték, az első megfigyelésekre 1999 januárjában került sor.

## Külső hivatkozások
- Subaru Telescope hivatalos oldala
- National Astronomical Observatory of Japan Archiválva 2005. június 24-i dátummal a Wayback Machine-ben
- Micro-lens for Subaru Telescope